# Volvo Ocean Race 2001-02

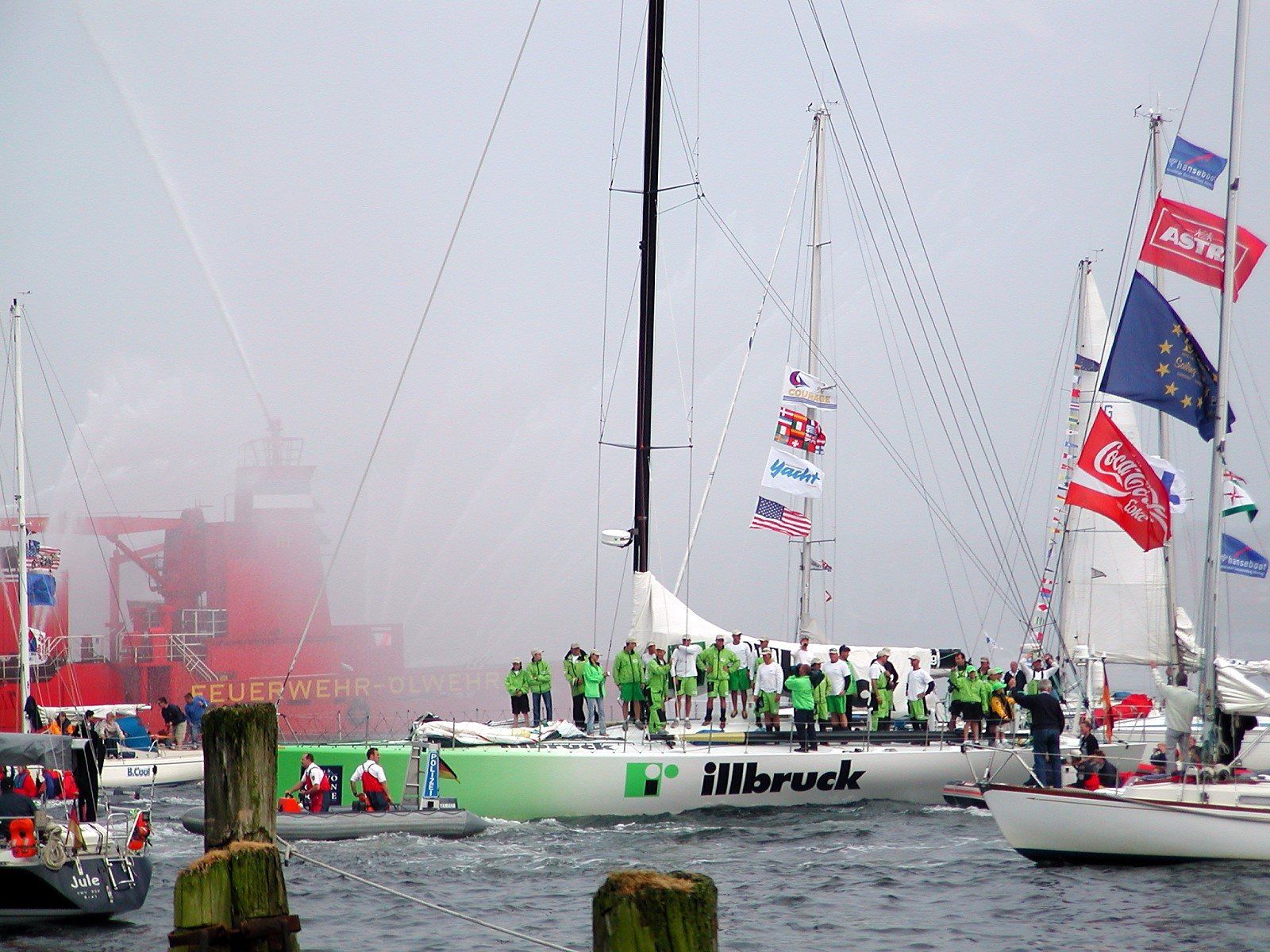
El yate ganador, "Illbruck Challenge", en Kiel

La Volvo Ocean Race 2001-02 fue la octava edición de la vuelta al mundo a vela.
Por primera vez la regata se denominó Volvo Ocean Race al pasar a ser Volvo el nuevo patrocinador. Anteriormente se denominaba Whitbread Round the World Race. Este cambio de patrocinador también afectó al nombre del tipo de yates regulado para la regata, que pasaron de denominarse Whitbread 60 (W60) a Volvo Ocean 60 (VO60), pero con las mismas reglas.
La tercera etapa se hizo coincidir con la famosa regata Sídney-Hobart. 
El yate alemán "Illbruck Challenge" del Düsseldorfer Yachtclub, diseñado por Farr Yacht Design, con el estadounidense John Kostecki como patrón y el neozelandés Ray Davies como táctico, resultó ser el ganador de la regata.

## Etapas
| Etapa | Salida                     | Llegada                    | Vencedor       |
| ----- | -------------------------- | -------------------------- | -------------- |
| 1     | Southampton, Reino Unido   | Ciudad del Cabo, Sudáfrica | Illbruck       |
| 2     | Ciudad del Cabo, Sudáfrica | Sídney, Australia          | Illbruck       |
| 3     | Sídney, Australia          | Hobart, Australia          | Assa Abloy     |
| 4     | Hobart, Australia          | Auckland, Nueva Zelanda    | Assa Abloy     |
| 5     | Auckland, Nueva Zelanda    | Río de Janeiro, Brasil     | Illbruck       |
| 6     | Río de Janeiro, Brasil     | Miami, Estados Unidos      | Assa Abloy     |
| 7     | Miami, Estados Unidos      | Baltimore, Estados Unidos  | Team News Corp |
| 8     | Annapolis, Estados Unidos  | La Rochelle, Francia       | Illbruck       |
| 9     | La Rochelle, Francia       | Gotemburgo, Suecia         | Assa Abloy     |
| 10    | Gotemburgo, Suecia         | Kiel, Alemania             | Djuice Dragons |

## Clasificación final
| Puesto | Yate               | Patrón           | Puntos |
| ------ | ------------------ | ---------------- | ------ |
| 1      | Illbruck Challenge | John Kostecki    | 61     |
| 2      | Assa Abloy         | Neal McDonald    | 55     |
| 3      | Amer Sports One    | Grant Dalton     | 44     |
| 4      | Team Tyco          | Kevin Shoebridge | 42     |
| 5      | Team News Corp     | Jez Fanstone     | 41     |
| 6      | Djuice Dragons     | Knut Frostad     | 33     |
| 7      | Team SEB           | Gunnar Krantz    | 32     |
| 8      | Amer Sports Too    | Lisa McDonald    | 16     |